# フェルディナント・マリア (バイエルン選帝侯)

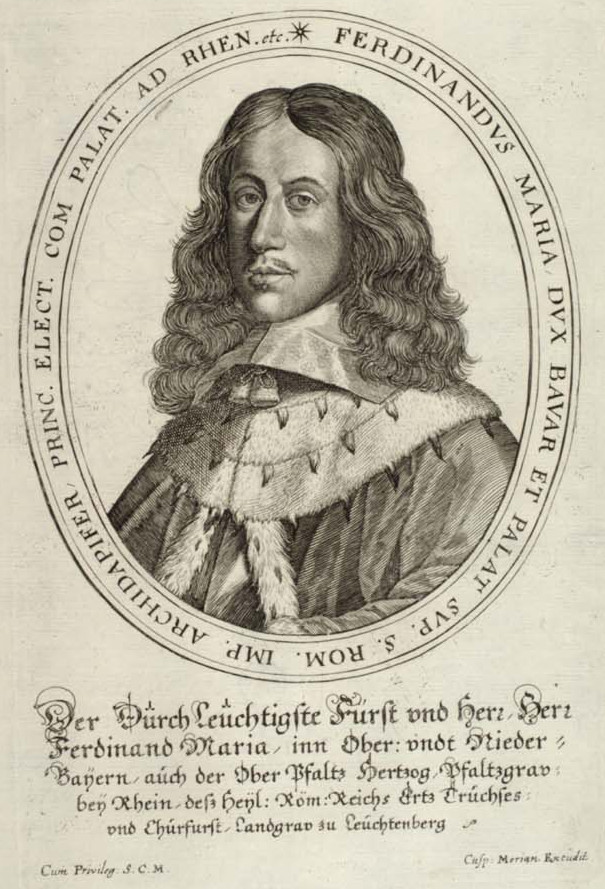
フェルディナント・マリア

フェルディナント・マリア（Ferdinand Maria, 1636年10月31日 - 1679年5月26日）は、バイエルン選帝侯（在位：1651年 - 1679年）。マクシミリアン1世と神聖ローマ皇帝フェルディナント2世の娘マリア・アンナの長男。

## 生涯
1650年にサヴォイア公ヴィットーリオ・アメデーオ1世の娘エンリエッタ・アデライデと結婚し、マクシミリアン2世エマヌエル、マリア・アンナ（フランス王太子ルイ妃）ら7子をもうけた。翌年に父が死去、幼少のため1654年まで叔父のロイヒテンベルク公アルブレヒト6世が摂政を務めた。
1657年、神聖ローマ皇帝フェルディナント3世が亡くなり帝位が一時的に空位となり、フランス宰相マザランから次の皇帝に即位するよう勧められるも拒絶、翌1658年にレオポルト1世が即位した。1662年から1664年のオスマン帝国との戦争ではバイエルン軍を派遣したが、フランスとの提携も重視、1672年からのオランダ侵略戦争では中立を通し、娘マリア・アンナをフランス王ルイ14世の王太子に嫁がせている（ただし、実現したのはフェルディナント・マリア死後の1680年）。
内政では三十年戦争で荒廃したバイエルンの復興に取り組み、農業・産業の奨励、教会・修道院の修復や軍の近代化も図った。また、ミュンヘンにニンフェンブルク宮殿を建設、ヨハン・カスパール・ケルルとアゴスティーノ・ステッファーニのパトロンにもなっている。
1679年、42歳で死去。息子のマクシミリアン2世が選帝侯位を継いだが、幼いため弟のマクシミリアン・フィリップ・ヒエロニムスが摂政を務めた。

## 子女
- マリア・アンナ（1660年 - 1690年） - フランス王太子ルイ（グラン・ドーファン）妃
- マクシミリアン2世エマヌエル（1662年 - 1726年） - バイエルン選帝侯
- ルイーゼ・マルガレーテ（1663年 - 1665年）
- ルートヴィヒ・アマデウス・ヴィクトル（1665年） - 夭折
- カイェタン・マリア・フランツ（1670年） - 夭折
- ヨーゼフ・クレメンス・カイェタン（1671年 - 1723年） - ケルン大司教
- ヴィオランテ・ベアトリクス（1673年 - 1731年） - トスカーナ大公世子フェルディナンド・デ・メディチ妃